# Петрушина Гора
Петрушина Гора — деревня в Торковичском сельском поселении Лужского района Ленинградской области.

## История
Деревня Петрушина Гора, состоящая из 30 крестьянских дворов, упоминается на карте Санкт-Петербургской губернии Ф. Ф. Шуберта 1834 года.

ПАТРУШИНА ГОРА — деревня принадлежит статской советнице Мясоедовой, число жителей по ревизии: 72 м. п., 70 ж. п. (1838 год)

Как деревня Петрушина Гора из 30 дворов она отмечена на карте профессора С. С. Куторги 1852 года.

ПАТРУШИНА ГОРА — деревня госпожи Мясоедовой, по просёлочной дороге, число дворов — 20, число душ — 97 м. п. (1856 год)

Согласно X-ой ревизии 1857 года деревня Петрушина Гора состояла из трёх частей:

1-я часть: число жителей — 19 м. п., 26 ж. п. 

2-я часть: число жителей — 40 м. п., 43 ж. п.;

3-я часть: число жителей — 39 м. п., 37 ж. п.

ПЕТРУШИНА ГОРА — деревня владельческая при реке Оредеже, число дворов — 28, число жителей: 79 м. п., 77 ж. п.; Часовня православная. (1862 год)

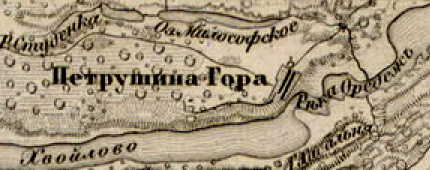
Деревня Петрушина Гора на карте 1863 г.

В 1867 году временнообязанные крестьяне деревни выкупили свои земельные наделы у У. П. Мясоедова и стали собственниками земли.
В 1868 году временнообязанные крестьяне деревни выкупили свои земельные наделы у П. Н. Мясоедова.
Согласно подворной описи 1882 года, деревня Петрушина Гора Бутковского общества Бутковской волости состояла из трёх частей:
 1) Крюковичи, бывшее имение Мавриных, 15 домов, 19 душевых наделов, семей — 10, число жителей — 21 м. п., 27 ж. п.; разряд крестьян — собственники
 2) бывшее имение Мясоедова, 23 дома, 40 душевых наделов, семей — 24, число жителей — 61 м. п., 72 ж. п..; разряд крестьян — собственники 
3) также бывшее имение Мясоедова, 21 дом, 40 душевых наделов, семей — 14, число жителей — 52 м. п., 44 ж. п.; разряд крестьян — собственники.
Согласно материалам по статистике народного хозяйства Лужского уезда 1891 года, мыза Петрушина Гора площадью 2061 десятина принадлежала купцу Нахиму Семёновичу Гермонту.
В XIX — начале XX века деревня административно относилась к Бутковской волости 1-го земского участка 1-го стана Лужского уезда Санкт-Петербургской губернии.
По данным «Памятных книжек Санкт-Петербургской губернии» за 1900 и 1905 годы, деревня называлась Патрушина Гора и входила в Торковское сельское общество, 2062 десятины земли в деревне принадлежали купцу Нахиму Симоновичу Гермонту.
С 1917 по 1924 год деревня Патрушина Гора входила в состав Патрушиногорского сельсовета Бутковской волости Лужского уезда.
С 1924 года, в составе Сокольницкого сельсовета.
С 1927 года, в составе Оредежского района.
С 1928 года, в составе Торковичского сельсовета.
С 1931 года, вновь составе Сокольницкого сельсовета.
По данным 1933 года деревня Петрушина Гора входила в состав Сокольницкого сельсовета Оредежского района.
C 1 августа 1941 года по 31 января 1944 года деревня находилась в оккупации.
С 1959 года, в составе Лужского района.
В 1965 году население деревни Патрушина Гора составляло 107 человек.
По данным 1966 года, деревня Петрушина Гора входила в состав Сокольницкого сельсовета Лужского района.
По данным 1973 и 1990 годов деревня Петрушина Гора входила в состав Торковичского поссовета.
В 1997 году в деревне Петрушина Гора Торковичской волости проживали 11 человек, в 2002 году — 20 человек (русские — 95 %).
В 2007 году в деревне Петрушина Гора Торковичского СП проживали 5 человек, в 2012 году — 8 человек.

## География
Деревня расположена в восточной части района на автодороге 41К-249 (Жельцы — Торковичи).
Расстояние до административного центра поселения — 5 км.
Расстояние до ближайшей железнодорожной станции Оредеж — 3 км. Ближайший остановочный пункт, платформа 125 км на железнодорожной линии Санкт-Петербург — Оредеж.
Деревня расположена на правом берегу разлива реки Оредеж — озера Хвойлово. К северу от деревни находится озеро Пуговка.

## Демография
| 1838 | 1857 | 1862 | 1882 | 1965 | 1997 | 2007 |
| ---- | ---- | ---- | ---- | ---- | ---- | ---- |
| 142  | ↗204 | ↘156 | ↗277 | ↘107 | ↘11  | ↘5   |
| 2010 | 2017 |      |      |      |      |      |
| ↗29  | ↘10  |      |      |      |      |      |

## Инфраструктура
В деревне 183 индивидуальных жилых дома. В летний сезон работает продуктовый магазин. В деревне разбито кладбище с часовней. Улицы освещены, на территории работает таксофон.
На автодороге 41К-249 (Жельцы — Торковичи) по обе стороны имеются остановочные пункты для маршрутного автобуса № 164 (Луга — Торковичи).

## Улицы
60 лет Победы, Луговая, Морская, Оредежская, Полевая, Трудовая. Тип покрытия — грунт.
Улично-дорожная сеть деревни Петрушина Гора представляет собой линейную схему, при которой улицы пересекаются под углом 90º. От основных улиц (ул. Оредежская, ул. Морская и ул. Полевая) отходят проезды, обеспечивающие связь жилых домов и индивидуальных земельных участков с основными улицами. Общая протяжённость улично-дорожной сети деревни составляет 3,42 км. Плотность улично-дорожной сети — 10,45 км/км².

## Садоводства
Речное

## В творчестве
В XX веке в деревне жил С. С. Митусов, двоюродный брат Е.Н. Рерих, супруги русского художника Н.К. Рериха. С.С. Митусов посвятил поэму данной деревне:
«Когда мой дух усталый стонет
небом мрачным Петрограда,
Когда в туманах зимних тонет
Моя любовь, моя отрада,
Когда один в толпе враждебной
Брожу я с раннего утра,
Надеждой озарит целебной
Меня Петрушина Гора».
«Что в том, что денег нет в кармане,
Что в том, что в сапоге дыра? –
Лишь виден был бы, хоть в тумане,
Твой Свет, Петрушина Гора!»
«У одного она пониже,
А у другого высока.
Иному путь лежит к ней ближе,
А для иного далека.
Но знайте же - никто поныне
Её вершин не достигал.
Кто ж мнит, что он уж на вершине,
Тот не на ту гору попал!»